# 牛津大學聖安東尼學院
聖安東尼學院（St Antony's College）是牛津大學下的一所學院，成立於1950年，是當時法國商人安東尼·貝斯送給大學的禮物。該學員只招收研究生，主要領域在國際關係、經濟學、政治和地區研究。
學院坐落在牛津北部，西邊是伍德斯托克路、南邊是貝文頓路、東邊是溫徹斯特路。2012年收到財政捐款3000萬英鎊。

## 外部連結
- Official website （页面存档备份，存于）
- Graduate Common Room website